# Кулламетса
Ку́лламетса (ест. Kullametsa küla) — село в Естонії, у волості Ляене-Ніґула повіту Ляенемаа.

## Населення
Чисельність населення на 31 грудня 2011 року становила 41 особу.

## Географія
Уздовж західного кордону села тече річка Лійві (Liivi jõgi).
Поблизу населеного пункту проходить автошлях 10 (Рісті — Віртсу — Куйвасту — Курессааре).

## Історія
До 21 жовтня 2017 року село входило до складу волості Кулламаа.